# Estadio Letná (Zlín)
- Para el estadio Letná de la ciudad de Praga ver Generali Arena.

El Letná Stadion es un estadio de fútbol situado en la ciudad de Zlín, República Checa. El estadio fue inaugurado en 1993 y posee actualmente una capacidad autorizada para 6300 personas, es propiedad del club FC Fastav Zlín que disputa actualmente la Liga Checa de Fútbol.